# Міністерство сільського господарства Швеції
Міністерство сільського господарства Швеції (швед. Landsbygdsdepartementet) — відповідає за сільське господарство і екологічні питання у Швеції, пов'язані з сільським господарством, рибальством, оленярством, садівництвом, тваринництвом, продуктами харчування, полюванням і мисливським господарством, а також вищою освітою і дослідженнями в галузі сільськогосподарських наук.

## Агентства
- Шведська національна рада з сільського господарства
- Шведська національна адміністрація з харчових продуктів
- Шведська національна рада з рибальства
- Шведський університет сільськогосподарських наук[en]
- Шведський національний ветеринарний інститут
- Шведська ветеринарна Дисциплінарна рада
- Шведське лісове агентство

| Прапор Швеції | Це незавершена стаття про Швецію. Ви можете допомогти проєкту, виправивши або дописавши її. |